# 孫逖
孫 逖（そん てき、696年? - 761年）は、中国・唐の詩人。河南府鞏県の出身。

## 経歴
襄邑県令の孫嘉之の子として生まれた。幼いころから文才があり、機知に富んでいた。15歳のとき、雍州長史の崔日用に会った。崔日用が孫逖に土火爐賦を作らせたところ、孫逖は賦を一気に書き上げてみせ、賦詞も素晴らしい出来映えであった。崔日用は驚いて、交友するようになった。開元初年、哲人奇士として推挙され、山陰県尉に任じられた。秘書正字に転じた。10年（722年）、文藻宏麗科に及第し、左拾遺に抜擢された。張説に才能を認められ、その門下で遊び、左補闕となった。
黄門侍郎の李暠（李神通の子の李孝節の孫）が太原府に出向すると、孫逖はその下で従事となった。入朝して起居舎人となり、集賢院修撰をつとめた。玄宗が群臣を集めて宴会を開いたとき、宰相の蕭嵩が「天成」・「玄沢」・「維南有山」・「楊之華」・「三月」・「英英有蘭」・「和風」・「嘉木」の8の詩題を出したが、孫逖はみごとに完成させてみせた。21年（733年）、考功員外郎となった。顔真卿・李華・蕭穎士・趙驊らを抜擢した。24年（736年）、中書舎人に転じた。父が死去したため、辞職して服喪した。29年（741年）、喪が明けると、再び中書舎人となった。天宝3載（744年）、判刑部侍郎となった。病のため解任され、太子左庶子に転じた。病が治らなかったため、太子少詹事とされた。上元年間に死去した。広徳2年（764年）、尚書右僕射の位を追贈された。諡は文といった。 

## 詩人としての彼
代表的作品に、『宿雲門寺閣（雲門寺の閣に宿る）』（五言律詩）がある。
| 宿雲門寺閣 |                                                     |
| 香閣東山下 | 香閣（こうかく） 東山の下（もと）                   |
| 煙花象外幽 | 煙花（えんか） 象外（しょうがい）に幽なり           |
| 懸灯千嶂夕 | 灯（ともしび）を懸（か）く 千嶂（せんしょう）の夕べ |
| 幕幔五湖秋 | 幔（とばり）を巻く 五湖（ごこ）の秋                 |
| 画壁余鴻雁 | 画壁 鴻雁（こうがん）余り                           |
| 紗牕宿斗牛 | 紗牕（しゃそう） 斗牛（とぎゅう）宿れり             |
| 更疑天路近 | 更に疑う 天路の近きかと                             |
| 夢与白雲遊 | 夢に白雲と遊ぶ                                      |

## 子女
- 孫宿
- 孫絳
- 孫成

## 伝記資料
- 『旧唐書』巻190 列伝第140中 文苑中
- 『新唐書』巻202 列伝第127 文芸中